# 1084
Năm 1084 là một năm trong lịch Julius.